# St. Raphael (München)
St. Raphael ist eine katholische Pfarrkirche im Stadtteil Moosach in München.

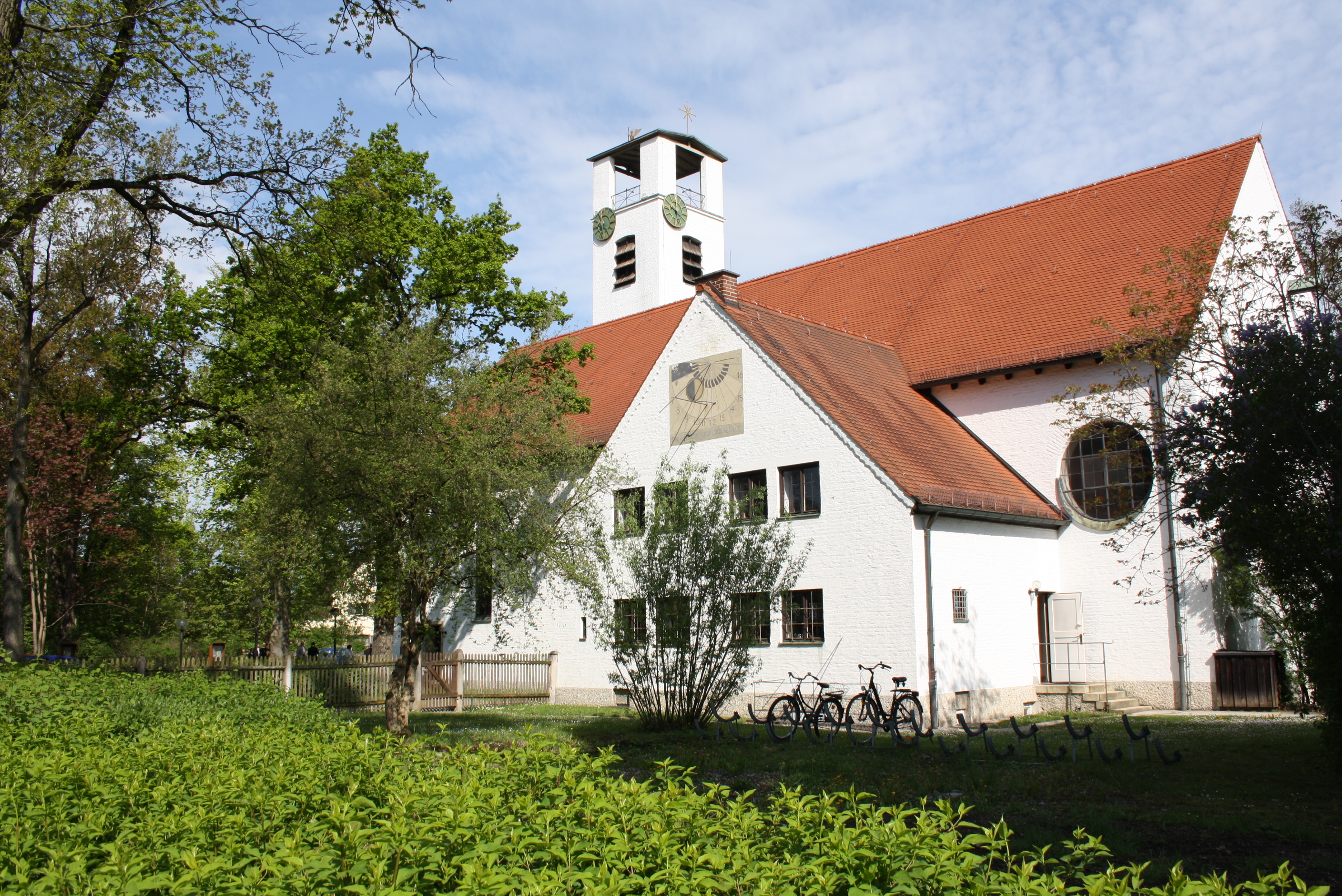
St. Raphael mit Sakristei und Kirchturm

## Lage
Die Kirche liegt in Hartmannshofen im Westen des Stadtteils Moosach in der Lechelstraße 54 östlich der Waldhornstraße. Nach Süden hin erstreckt sich der Hartmannshofer Park.

Kircheninnenraum von St. Raphael (Aufnahme 2021)

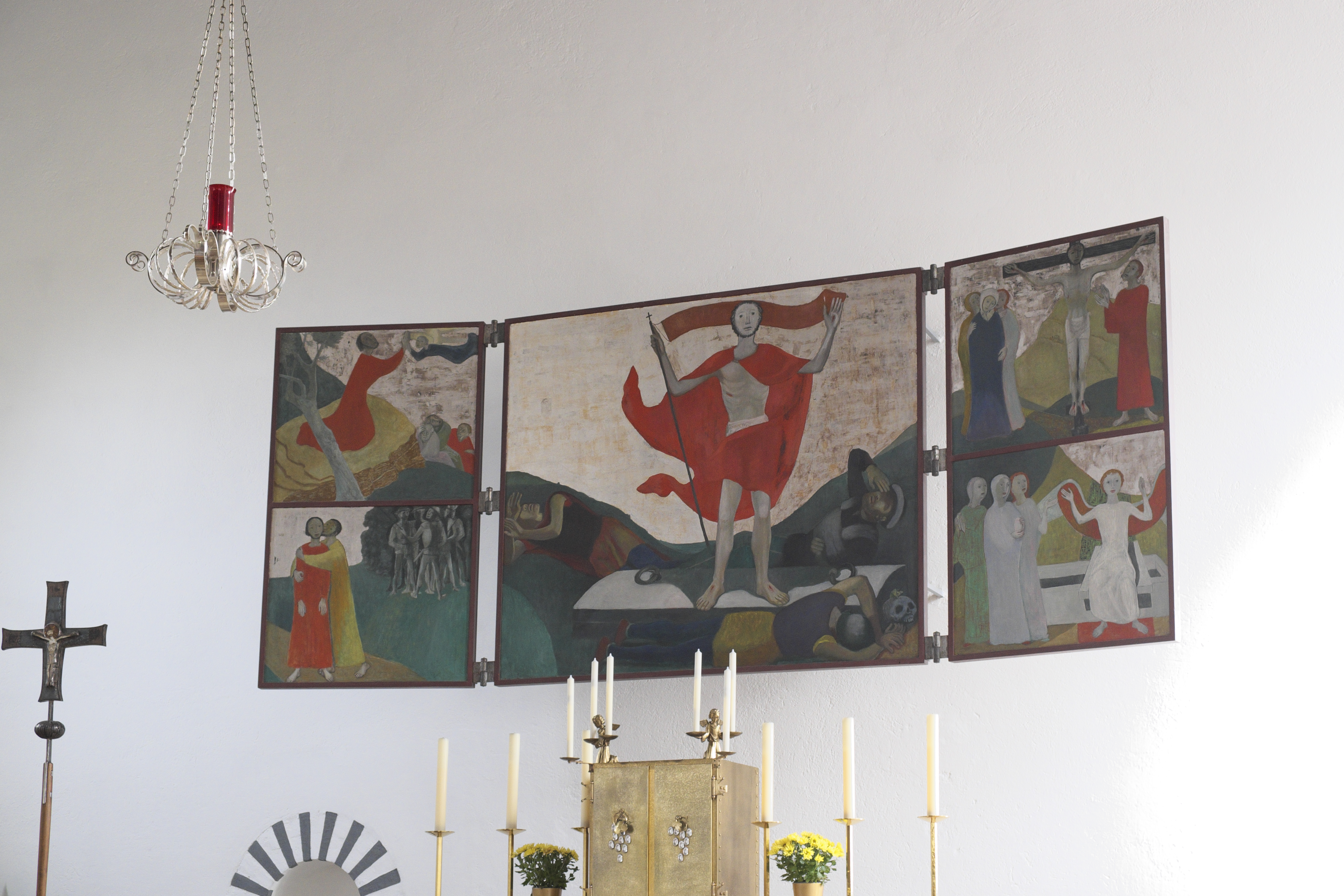
Flügel-Altarbild mit Szenenbildern vom Leiden Christi bis zur Auferstehung

## Geschichte
1926 wurde in Hartmannshofen erstmals eine hölzerne Notkirche aufgestellt und am 17. Oktober durch Mathias Dunstmair gesegnet. Schon dieses Gebäude erhielt als Patron den Erzengel Raphael. Im Jahr darauf wurden ein Kirchenbauverein gegründet und eine Kirchenstiftung errichtet. Für die Kuratie St. Raphael, die 1928 aus Teilen der Pfarreien Moosach, Obermenzing und der Expositur Untermenzing gebildet worden war, wurde 1929 der erste Kurat, Josef Schmid, eingesetzt. Hans Döllgast gewann 1931 den Architekturwettbewerb, 1932 wurde die Kirche gebaut und am 22. Oktober durch Kardinal Michael von Faulhaber eingeweiht. Drei Jahre später wurde St. Raphael dann Pfarrkuratie, also ein selbstständiger Seelsorgsbezirk; ab 1. März 1945 ist dann eine Stadtpfarrei errichtet worden. Nachdem ursprünglich nur ein Dachreiter vorgesehen war, wurde 1959/60 der große Kirchturm gebaut und mit fünf Glocken ausgestattet.

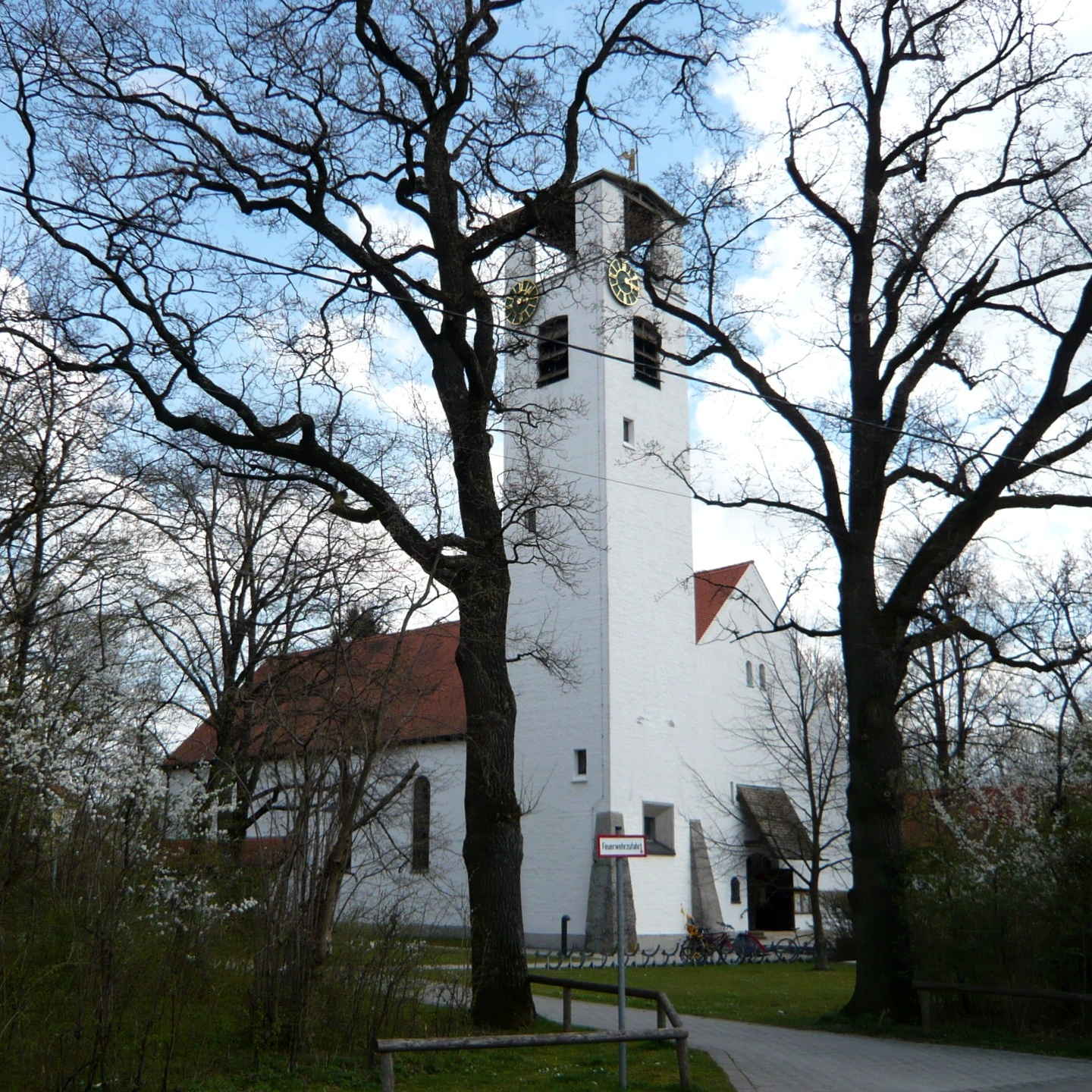
Die Kirche von Nordwesten

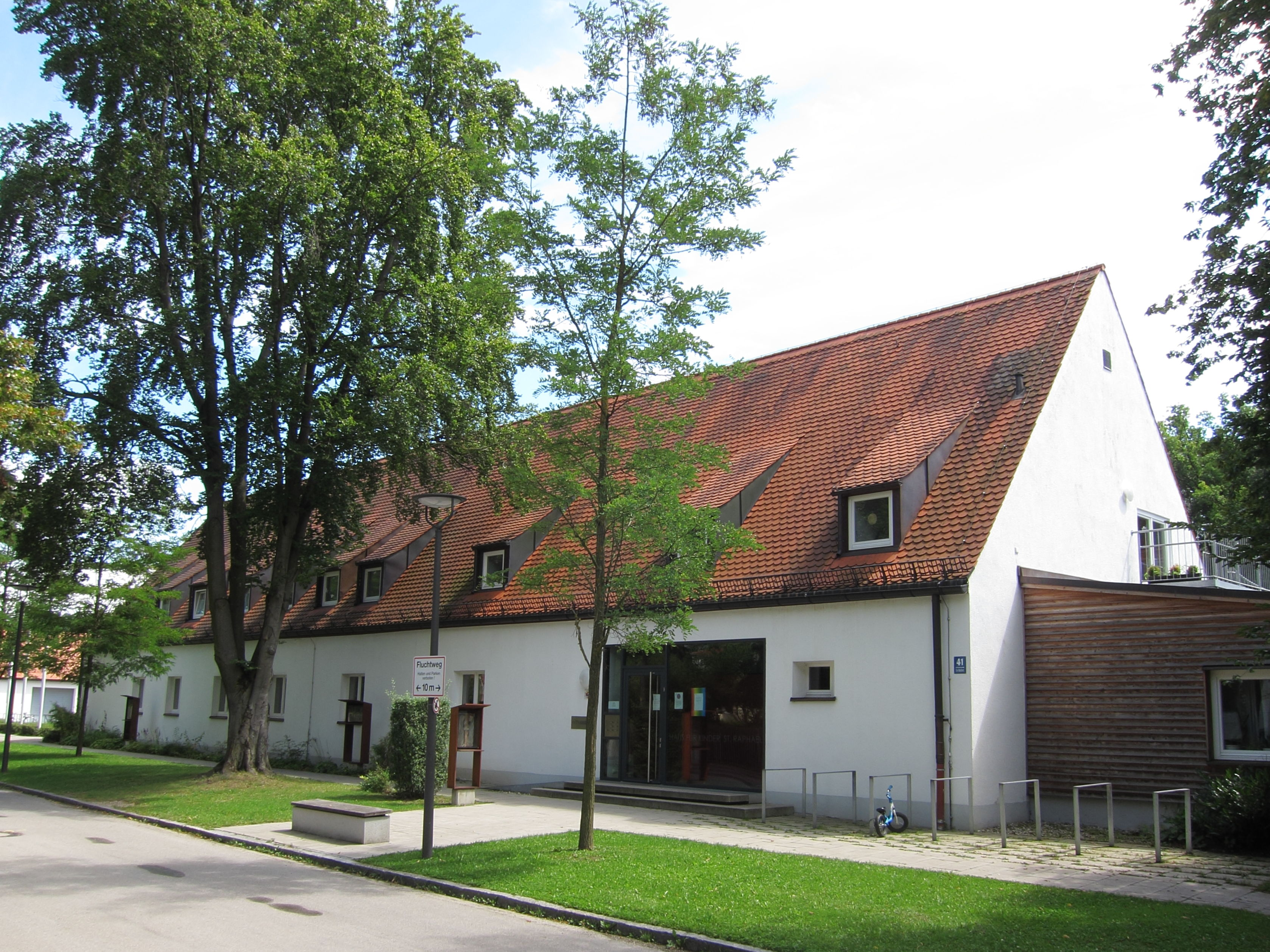
Das Haus für Kinder St. Raphael, gegenüber der Pfarrkirche

Seit 2005 bildet die Pfarrei St. Raphael zusammen mit der Pfarrei Maria Trost einen Pfarrverband.

## Glocken

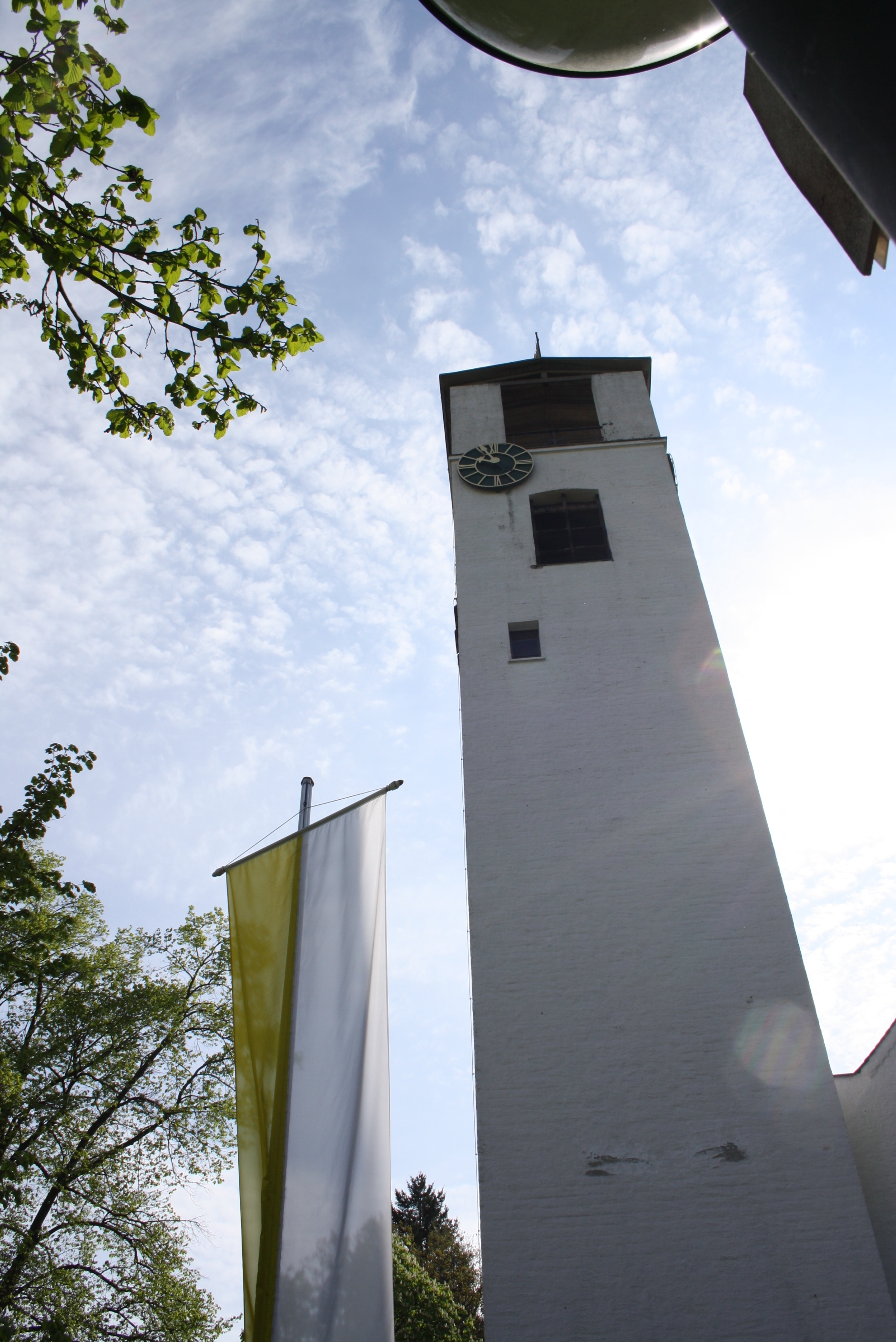
Kirchturm

Die Glocken wurden 1960 von der Gießerei Karl Czudnochowsky in Erding gegossen.
- Dreifaltigkeit, 2200 kg, Ton c’ -1, 160 s Nachhall, 1600 mm Durchmesser (Inschrift: „Die Ehre sei dem Vater, dem Sohne und dem Heiligen Geist! Im Jahre des Heiles 1960 zum 37. Eucharistischen Weltkongreß „Pro mundi vita“ in München wurde dieses Geläute von der Pfarrgemeinde St. Raphael gestiftet und von Karl Czudnochowsky Erding gegossen“)
- Christkönig, 1250 kg, es’ +3, 140 s Nachhall, 1300 mm Durchmesser(Inschrift: „Dem Eucharistischen König Jesus Christus, dem alles lebt!“)
- St. Raphael, 880 kg, f’ +3, 130 s Nachhall, 1100 mm Durchmesser (Inschrift: „St. Raphael geleite uns!“)
- Maria, 450 kg, as’ +3, 100 s Nachhall, 900 mm Durchmesser (Inschrift: „Ave Maria! Das Lob der Patronin Bayerns läute ich, zum täglichen Gebet rufe ich!“)
- Seelen, 230 kg, c’’ +2, 80 s Nachhall, 750 mm Durchmesser (Inschrift: „Herr, gib den Seelen die ewige Ruhe!“)

## Pfarrer
Bis 19. Dezember 1945 Kuraten, danach Stadtpfarrer:
- 1929–1930 Dr. Josef Schmid
- 1930–1934 Dr. Adolf Wilhelm Ziegler
- 1934–1952 Dr. Raimund Hammer
- 1952 Josef Kirmaier (Pfarrvikar)
- 1952 Theo Spreng (Pfarrvikar)
- 1952–1957 Erich Hertzsch
- 1957 Theo Spreng (Pfarrvikar)
- 1957–1974 Johann Baptist Zeilhofer
- 1974–2003 Josef Stanglmaier
- 2003–2004 Franz Xaver Eder (Priesterlicher Leiter der Seelsorge)
- 2003–2004 Susanne Deininger (Pfarrbeauftragte und Kirchenvorstand)
- 2004 Piotr Wandachowicz (Priesterlicher Leiter der Seelsorge)
- 2004 Andreas Eichelbaum (Pfarrbeauftragter und Kirchenvorstand)
- ab 2005 Leslaw Magdziarek